# Patarselamat
Patarselamat is een bestuurslaag in het regentschap Gresik van de provincie Oost-Java, Indonesië. Patarselamat telt 2209 inwoners (volkstelling 2010).